# West London Line
De West London Line is een spoorlijn in Groot-Brittannië in het zuidwesten van Londen. De spoorlijn wordt gebruikt voor het vervoer van passagiers en vracht. Passagiersdiensten worden verzorgd door London Overground (exploitatief gekoppeld aan de North London Line) en Southern.

## Stations
- Willesden Junction (aansluiting op de North London Line en de Watford DC Line)
- Shepherd's Bush (overstapmogelijkheid met de Central Line)
- Kensington (Olympia) (overstapmogelijkheid met de District Line)
- West Brompton (overstapmogelijkheid met de District Line)
- Imperial Wharf
- Clapham Junction (aansluiting op de Brighton Main Line, Outer South London Line en South Western Main Line)